# Menájem Beguín
Menájem Beguín (en hebreo, מְנַחֵם בֵּגִין) (Brest-Litovsk, 16 de agosto de 1913 - Tel Aviv, 9 de marzo de 1992) fue un político israelí que obtuvo el cargo de sexto primer ministro de Israel en mayo de 1977. Negoció los Acuerdos de paz de Camp David con el presidente egipcio Muhammad Anwar Al-Sadat, por los que recibieron conjuntamente el Premio Nobel de la Paz en 1978.

## Juventud

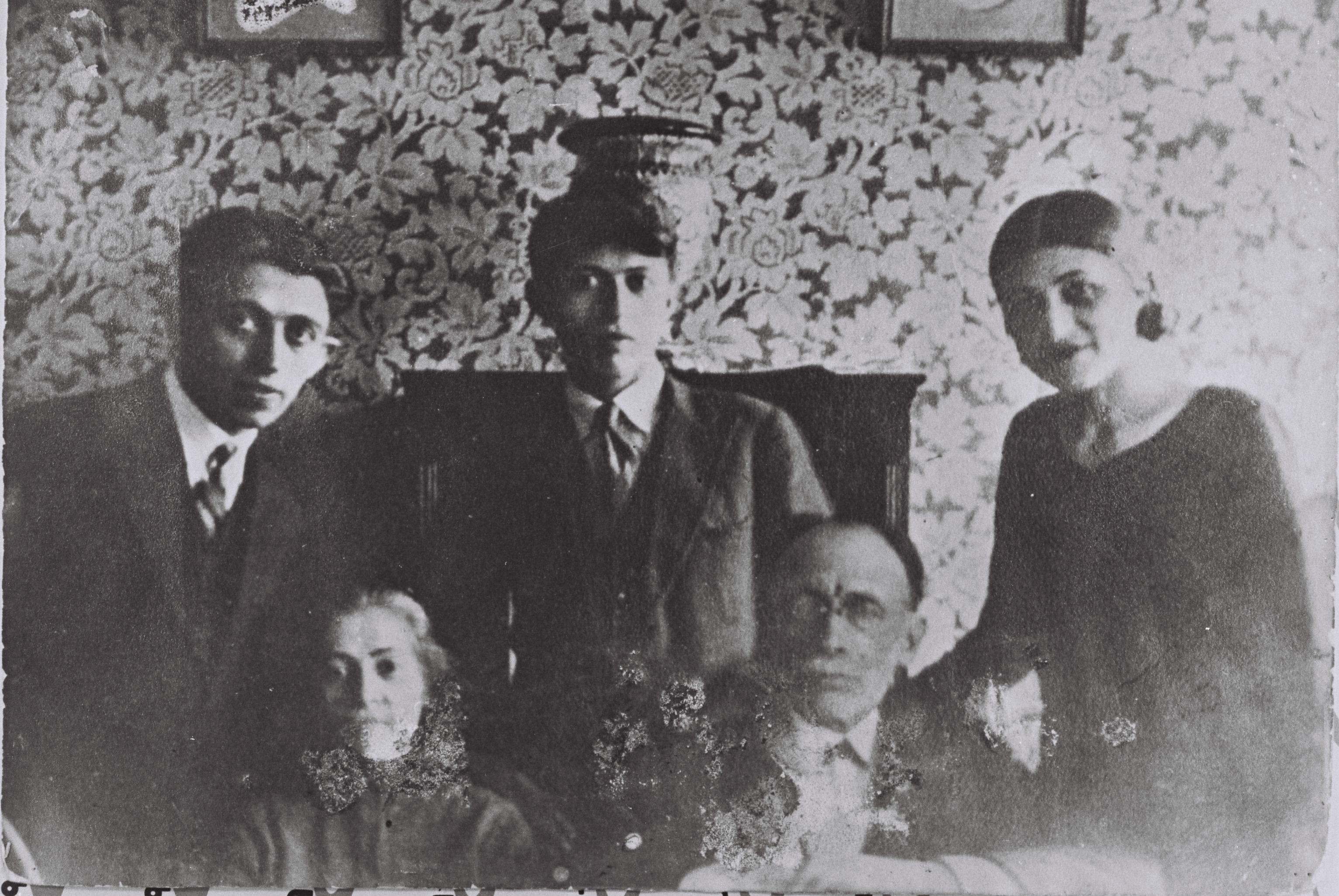
Menájem Beguín con su familia, arriba a la izquierda, en 1932.

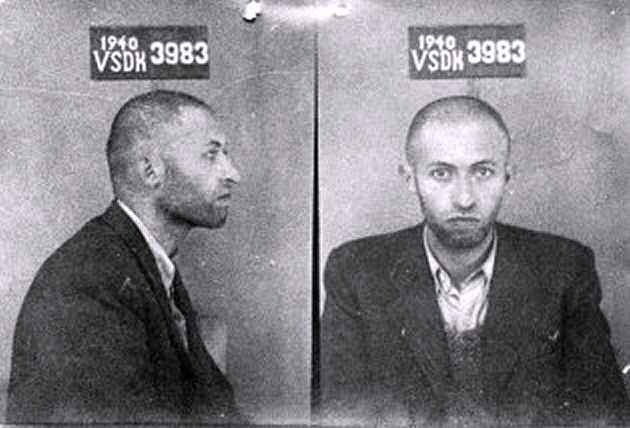
Fotografías policiales de Menachem Begin realizadas por la NKVD en 1940.

Beguín nació en el seno de una familia judía en Brest-Litovsk (localizada en lo que de 1918 a 1939 fue parte de Polonia y hoy pertenece a Bielorrusia y es conocida como Brest). Desde su juventud fue un convencido sionista alentado por las enseñanzas de su padre. A los 16 años de edad se enroló en el movimiento juvenil sionista Beitar, creado por Zeev Jabotinsky.
Se licenció en derecho y desde 1939 lideró la organización sionista Beitar en Polonia. En previsión de los acontecimientos venideros, Beguín se concentró en el adiestramiento militar de los miembros del grupo. Al estallar la Segunda Guerra Mundial escapó a la ciudad de Vilna, donde en 1940 fue arrestado por la NKVD de la Unión Soviética y sentenciado a ocho años en un campo de trabajo en Siberia, pero en 1941 fue liberado debido a su ciudadanía polaca.

## Resistencia

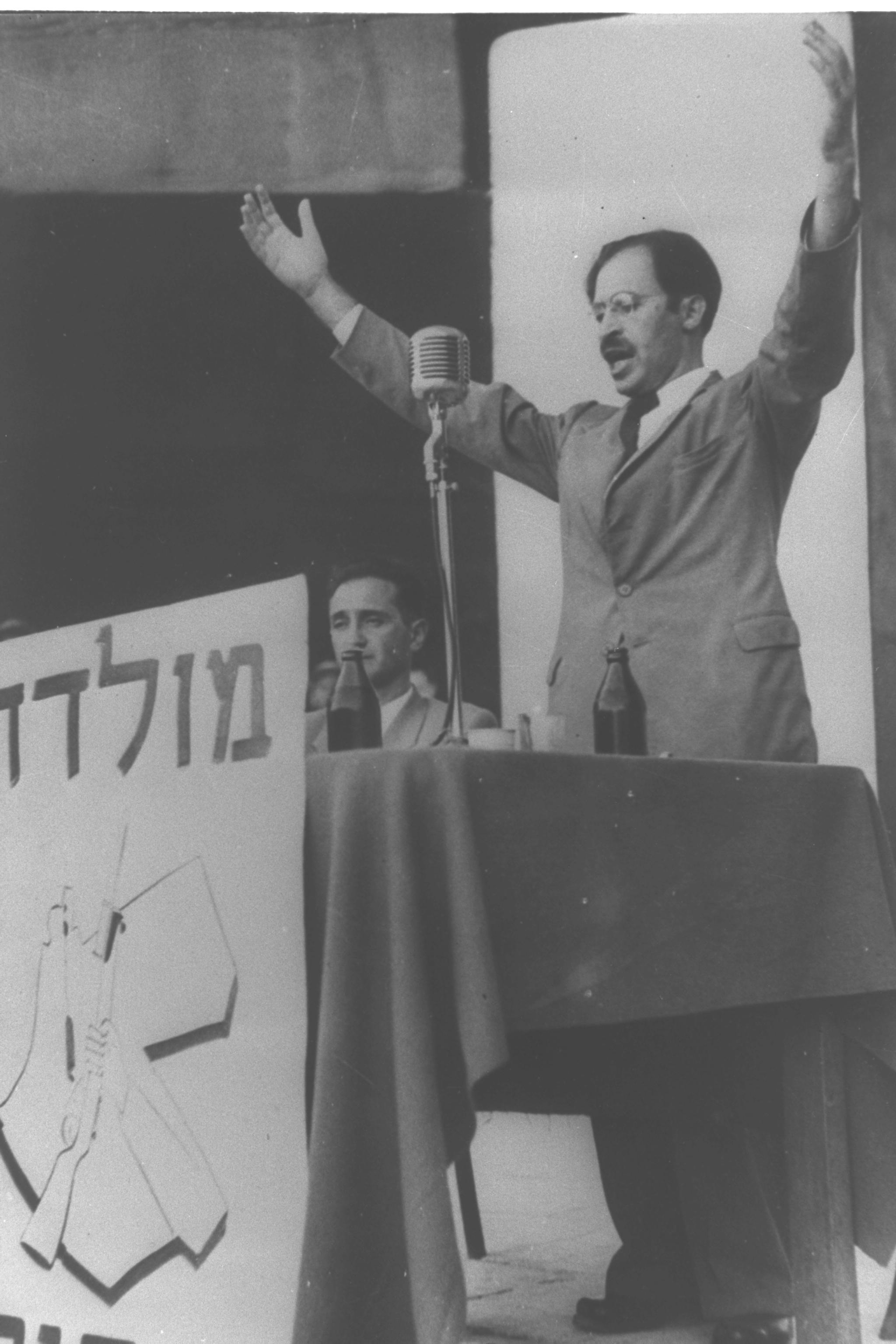
Menájem Beguín en 1948.

En 1941 se unió voluntariamente a las Fuerzas Armadas polacas libres que se habían establecido en la URSS, junto con muchos otros soldados judíos.[cita requerida] En 1942 llegó a Palestina como soldado y contactó con la organización paramilitar Irgún Tzevaí Leumí, conocida como Etzel, la cual pasaba en esos momentos por un período de letargo. A finales de 1942 fue licenciado del ejército y comenzó la reactivación del Etzel, pasando a ser un dirigente de peso. En 1943 Beguín se convirtió en el líder del Irgún y en 1944 declaró formalmente el inicio de la rebelión contra las autoridades del Mandato Británico. 
En 1948 Beguín ordenó un embarque clandestino de armas para el Etzel, que acabó con el hundimiento a tiros del Altalena, ordenado por el primer ministro David Ben-Gurión quien exigía que todas las facciones militares se unieran bajo las Fuerzas de Defensa de Israel (FDI) y que todas las armas cayeran bajo su jurisdicción.[cita requerida] En septiembre de 1948 las últimas unidades del Irgún fueron disueltas en Jerusalén y todos sus miembros se incorporaron al Tzahal.

## El atentado contra el Hotel Rey David
En 1946 siendo Beguín líder del Irgún, dicha organización terrorista atentó contra el Hotel Rey David, situado en Jerusalén. El ala sur del Hotel había sido ocupada por los británicos para albergar las instituciones centrales del régimen de administración del mandato Británico de Palestina. Además, servía de sede para una oficina de la ONU.
El 22 de julio de 1946 los terroristas entraron en el Hotel infiltrados como lecheros y colocaron los potentes explosivos. El objetivo del atentado era eliminar unos importantes documentos secretos que revelaban la relación de grupos clandestinos con la Agencia Judía, que custodiaban los británicos en el Hotel Rey David. Una vez las bombas habían sido activadas, los terroristas salieron del Hotel y anunciaron que una bomba iba a estallar, pero lo único que consiguieron fue una aglomeración de curiosos en torno al hotel. 
El explosivo colocado por la organización de Beguín detonó llevándose consigo la vida de 91 personas.
Este atentado fue calificado por Winston Churchill, defensor de la causa sionista, como "uno de lo más devastadores y cobardes crímenes que se habían reportado en la historia".

## La matanza en Deir Yassin
Dos años después del atentado en el Hotel Rey David, la noche del 9 de abril de 1948, 132 paramilitares pertenecientes al Irgún y Leji asaltaron la aldea árabe de Deir Yassin, situada a 5 kilómetros de Jerusalén, donde fueron asesinados entre 107 y 120 aldeanos.
La matanza fue condenada por Ben-Gurión, la Hagana, el Rabinato mayor y la Agencia Judía para Israel. Albert Einstein, representantes del Yishuv y otros intelectuales judíos publicaron una carta de denuncia en el New York Times, en la que acusaron al partido Herut (Freedom Party) de recurrir a métodos fascistas.

## Político

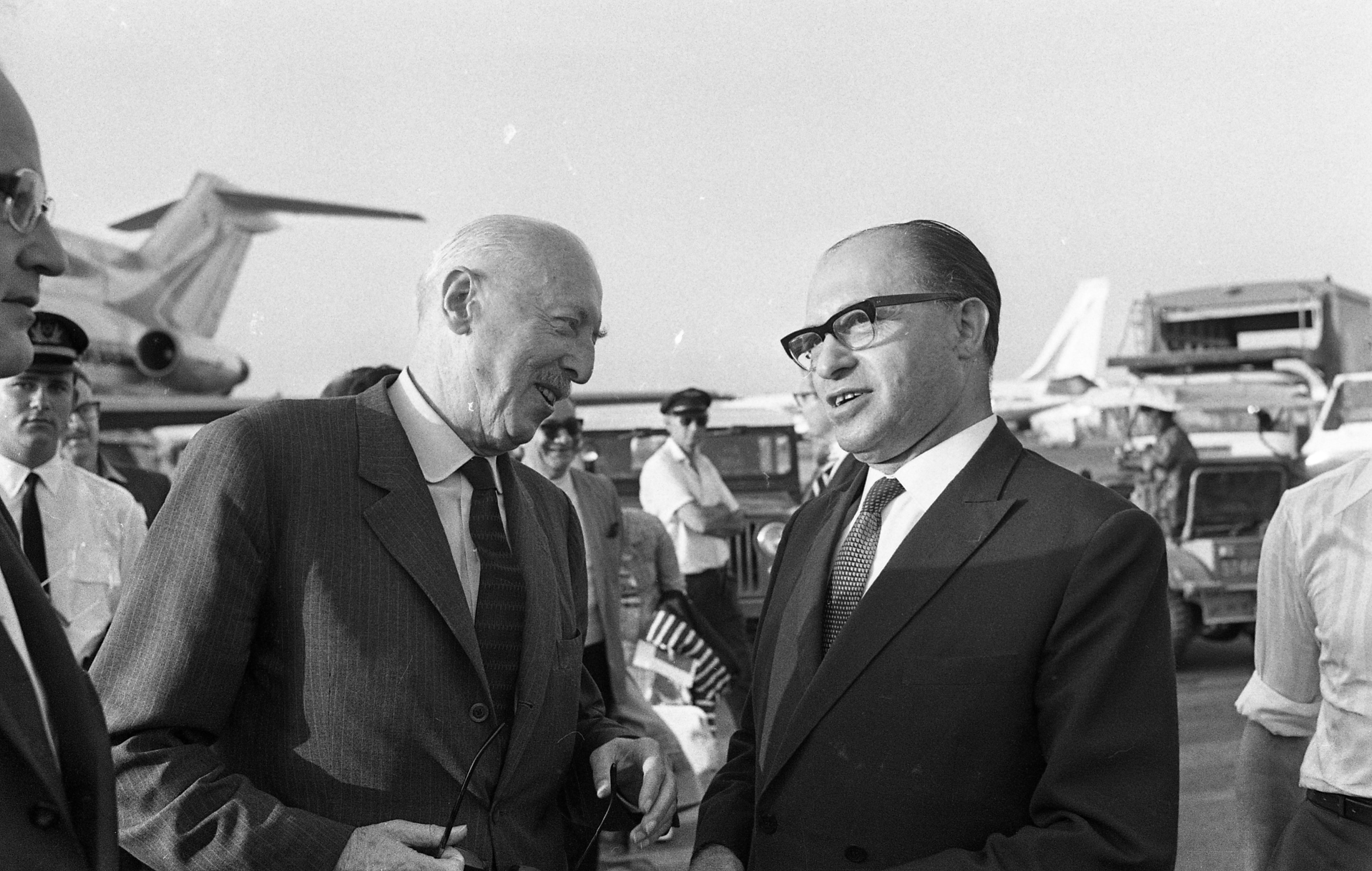
Menájem Beguín (derecha) en 1969.

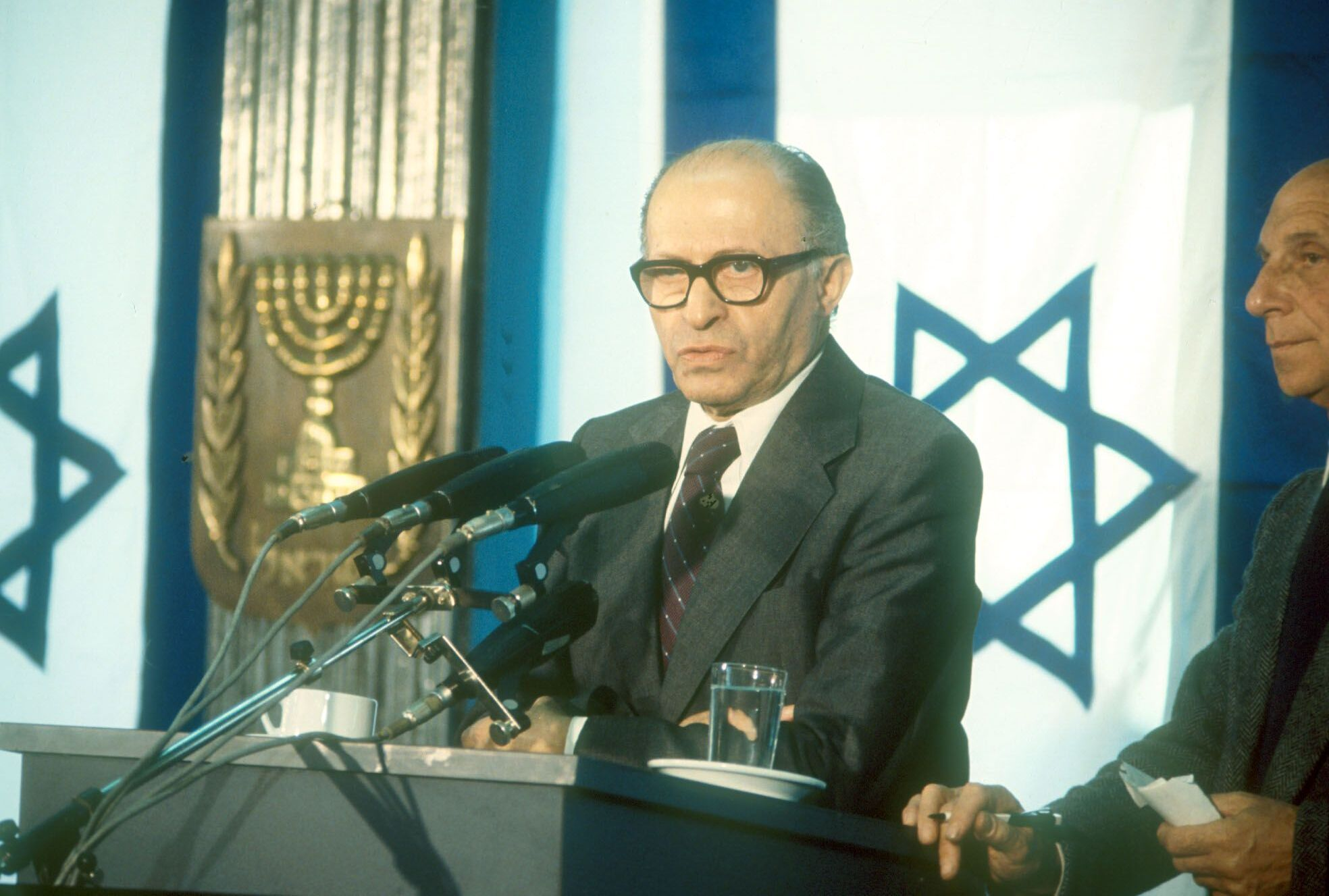
Menájem Beguín en 1980.

Tras la creación de Israel, Begín fundó el partido político Herut (que más tarde sería el partido dominante en la coalición Likud).
Con el establecimiento del estado de Israel, el Irgún (conocido corrientemente como Etzel) fue disuelto y sus miembros integrados en las filas de las fuerzas de defensa israelíes. Begín entonces estableció y se colocó a la cabeza del movimiento Herut que defiende la política de su mentor sionista Jabotinsky. En 1965 pasó a liderar el partido Gahal tras una fusión del Herut con un partido liberal y como ya se dijo, esto daría base a la formación posterior del partido conservador Likud.
En 1977 el Likud ganó las elecciones en Israel, convirtiéndose así en primer ministro de Israel. A finales de ese año firmó los acuerdos de paz de Camp David con el presidente de Egipto Anwar el Sadat, para la retirada de las tropas israelíes del Sinaí y la creación de una autonomía palestina, por los cuales ambos dirigentes son galardonados con el premio Nobel de la paz (1978).
En 1979, Beguín firmó el Tratado de Paz Israel-Egipto con Anwar Al-Sadat. Bajo los términos del tratado, Israel devolvía la Península del Sinaí a Egipto. Esto requería el desmantelamiento de todos los asentamientos israelíes en el área (incluida la ciudad de Yamit). Beguín enfrentó una intensa oposición interna a este movimiento, que llevó a una división interna en su propio partido Likud.

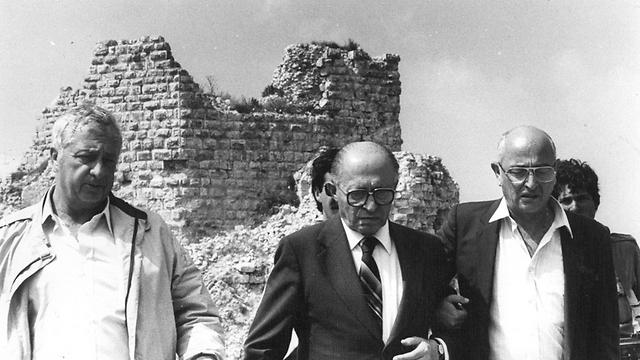
Menájem Beguín con Ariel Sharon durante la invasión del Líbano en 1982.

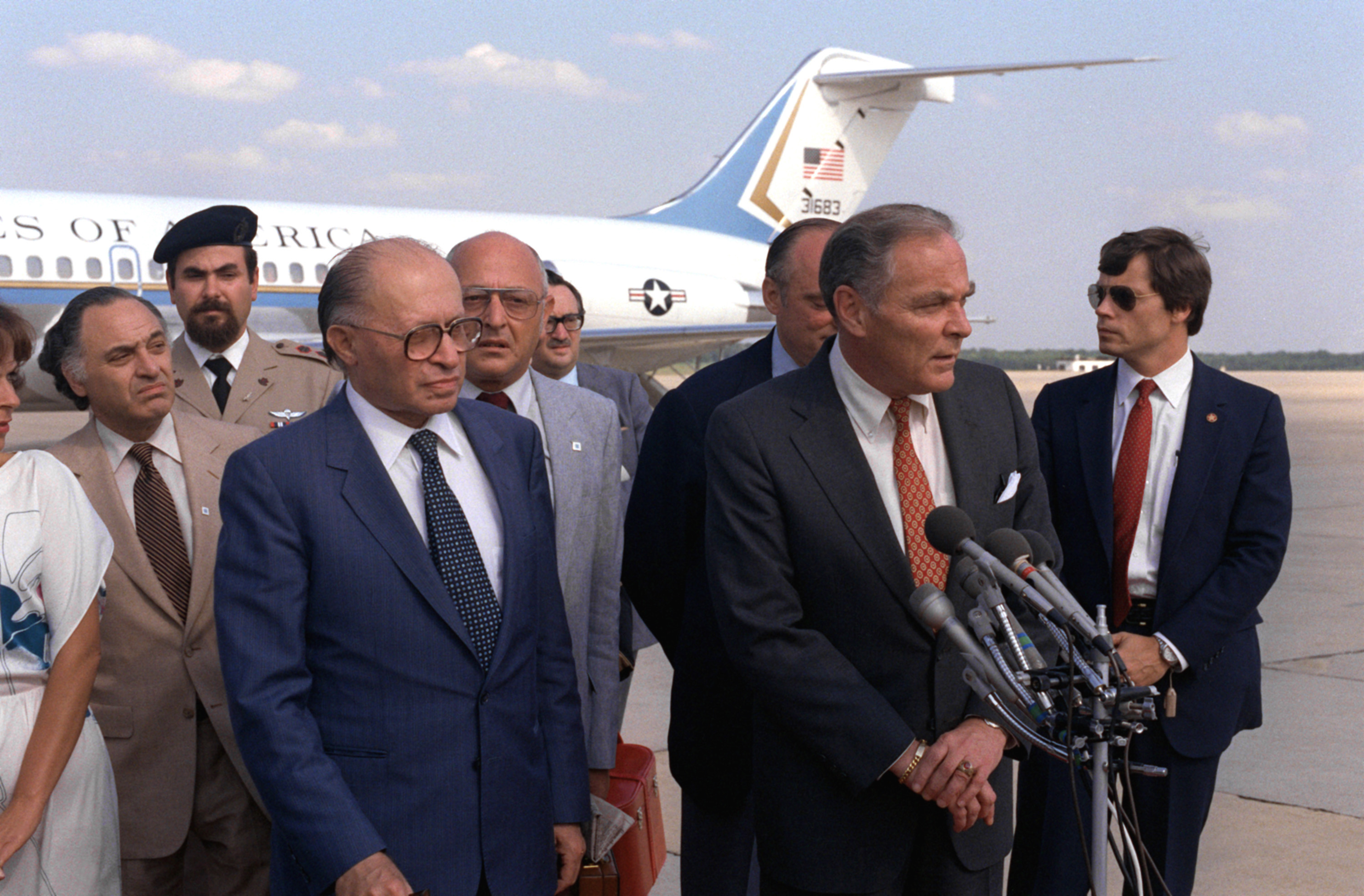
Menájem Beguín con Alexander Haig visitando Estados Unidos en 1982.

Bajo su mandato se llevaron a cabo famosas operaciones militares como la Operación Opera, en la que se bombardeó del reactor nuclear de Osirak, próximo a Bagdad (Irak), y la Operación Litani.
En 1982 el gobierno de Beguín, siendo Ariel Sharón ministro de Defensa, invadió el Líbano con el objetivo de desmantelar las bases de la OLP e intentar evitar así los sucesivos ataques a las localidades del norte de Israel. Esta invasión, llamada "Paz para Galilea", duró seis meses y si bien no llegó a cumplir totalmente con sus objetivos, logró expulsar a los miembros de la OLP del Líbano. Además, sumió a la opinión pública israelí en profundas divergencias, tras la masacre de Sabra y Chatila y la renuncia de Sharón como Ministro de Defensa que precipitó el fin del mandato de Beguín. La presencia militar israelí en el Líbano continuó hasta el año 2000.
Beguín dimitió de su cargo en agosto de 1983, deprimido por la muerte de su esposa Aliza, profundamente decepcionado por las consecuencias de la guerra del Líbano, y aquejado de una serie de dolencias que, se dijo, enajenaron sus facultades mentales, pero que fueron celosamente ocultadas por su entorno del conocimiento de la población. Durante sus últimos años se sometió a un ostracismo voluntario, recluyéndose en su casita de la calle Tsémaj, en Jerusalén, y no se le vio en público salvo en raras ocasiones. En su reclusión voluntaria escribió el libro "Rebelión en Tierra Santa". Beguín nunca se avino a saciar la curiosidad de la opinión pública acerca de sus últimos meses de gobierno, ni de la verdad acerca de cómo se tomó la decisión de invadir el Líbano. 
Murió en Tel Aviv el 9 de marzo de 1992. A su expreso pedido, fue enterrado en unas exequias sencillas y populares en el cementerio del Monte de los Olivos de Jerusalén, junto a su esposa y lejos del panteón oficial de los "Grandes de la Patria", en el Monte Herzl.
| Predecesor: Gad Yaacobi | Ministro de Transporte de Israel 1977 | Sucesor: Meir Amit    |
| Predecesor: Isaac Rabin | Primer ministro de Israel 1977-1983   | Sucesor: Isaac Shamir |